# 東京都交通局8000形電車
東京都交通局8000形電車（とうきょうとこうつうきょく8000がたでんしゃ）とは、かつて東京都交通局に在籍した路面電車（都電）車両。1956年（昭和31年）から1958年（昭和33年）にかけて日本車両製造、ナニワ工機、日立製作所において131両が製造された。

## 概要
東京都電車（都電）では、老朽化や陳腐化が著しく安全性も問題視されていた木造車の置き換えが必要とされていたが、すでに将来的な都電廃止の構想が存在したため、新型車両については安価で製造することが求められた。このため、コスト削減のために耐用年数を10年程度とし、軽量かつ簡易な工作方法で製造されたのが本形式である。
車体形状は直線的。台車はインサイドフレーム構造を用いた簡便構造のD21台車で、スカートで隠すような形状になっている。車体が軽量なためスピードは出たが、それ故に揺れが激しく乗り心地は悪かった。集電装置はビューゲルが基本であるが、一部Z形パンタグラフを装備した車両がある。
杉並線関連を除く都電の全車庫に配置され、全系統で運用されたものの、1969年（昭和44年）より廃車が開始され、最後まで残った24両も1972年（昭和47年）の柳島・錦糸堀車庫の廃止に伴い廃車となり、形式消滅した。廃車後、制御器が札幌市交通局（札幌市電）に譲渡され、同局の330形・210形・220形のワンマン化改造に伴う間接制御化の際に流用された。

## 他の鉄軌道事業者に与えた影響
当形式の形状を元にして、他の軌道事業者で以下の形式の車両が登場した。
- 函館市交通局（現・函館市企業局交通部、函館市電） - 710形、800形

　※ 台車は在来構造。車体は曲線基調にアレンジされている
- 仙台市交通局（仙台市電） - モハ400形
- 富山地方鉄道 - 7000形
- 加越能鉄道（現・万葉線） - デ7000形

## 保存車
2011年（平成23年）時点で8053・8125号の2両が保存されている。
8053号は1971年（昭和46年）頃に個人が購入、千葉県八千代市の勝田台駅近くで開設したスナック喫茶の店舗として用いられた。その後、喫茶店を経て、2005年（平成17年）からはカフェ「TRAIN CAFE」として営業していたが、2016年（平成28年）12月25日をもって閉店した。その後、2017年（平成29年）より鍛冶屋「Metalsmith iiji」の工房の一部として利用されている。
8125号は埼玉県越谷市で児童図書館として利用されていたが、2006年（平成18年）12月に撤去・移動、個人に売却され、2021年現在山梨県内の民間企業敷地内に保管されている。しかし、ライトや窓ガラスが取れていたりと状態はあまり良いものではない。